# Brooks Baldwin
Riley Brooks Baldwin (Whiteville, Carolina del Norte, 15 de agosto de 2000), más conocido como Brooks Baldwin, es un jugador profesional estadounidense de béisbol que se desempeña en la posición de segunda base en Chicago White Sox, equipo de las Grandes Ligas de Béisbol (MLB).

## Carrera
En 2024, Baldwin hizo su debut en la MLB con el equipo Chicago White Sox, donde lleva jugando una temporada.